# Elatostema platyphyllum
Elatostema platyphyllum es una especie de planta del género Elatostema, perteneciente a la familia Urticaceae.

## Taxonomía
Elatostema platyphyllum fue descrita por Hugh Algernon Weddell en 1856.

## Distribución
Se encuentra en el territorio del Himalaya hasta la parte sur de las islas Ryūkyū y Malasia.